# Козацький Лиман

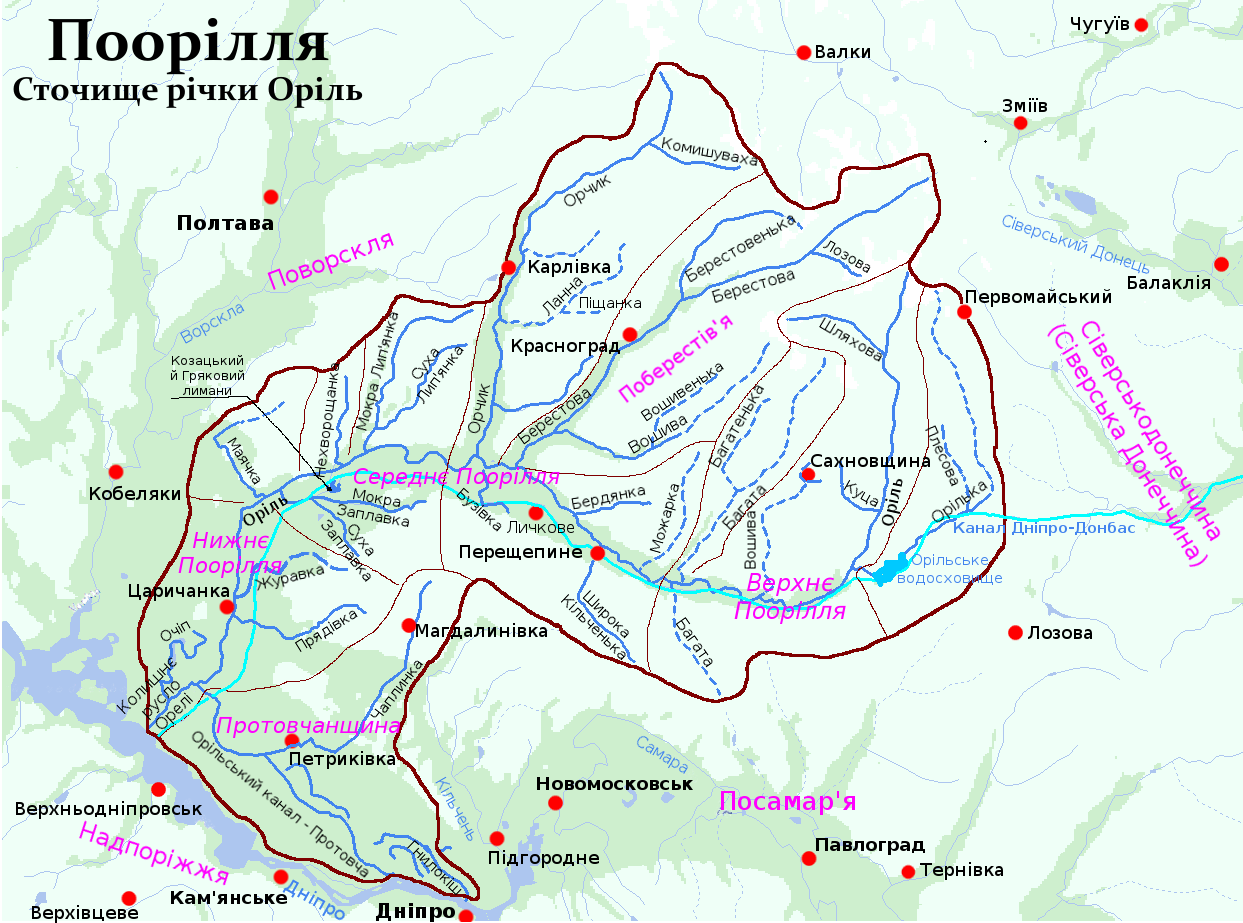

Козацький Лиман(Козачий Лиман)— озеро у Магдалинівському районі Дніпропетровської області у поймі Орелі з її лівого берегу. Між річками Оріль і Заплавка.

## Опис
Над Козачим Лиманом розташовані села Гупалівка та Чернеччина.

## Історія
Назва походить від козаків, що мали займища, де господорювали, ловили рибу у цій частині Приорілля.

## Сучасний стан
В період з 2015 по 2017 роки був реалізований перший етап екологічного проєкту по відновленню рівня води озера Козачий Лиман та сусідніх Порубіжне та Кошарувате. Для цього озера з'єднали з річкою Оріль, зробивши під каналом Дніпро-Донбас три проколи та проклали три «нитки» водопроводу. Вартість проєкту 12 мільйонів гривень.
Другий етап по відновленню рівня води озера присвячений розчистці притоку Орілі — річки Заплавка, яка за останні роки замулилася й поросла очеретом. Проєкт реалізований в 2018 році, а розчищено майже 12 кілометрів річки Заплавка.